# Ђаком Фоскари
Ђаком или Ђакопо Фоскари (умро 1456) био је син Франческа Фоскарија и Марије Андрее Пријули (Банцо).
Ђакопо Фоскари је био дуждев једини син који је преживео кугу. Он је био је образован, несмотрен, инталигентан и волео је луксуз. Дана 17. фебруара 1445. године био је оптужен од стране лидера Савета десеторице, Франческа Лоредана, на примање дара од миланског војводе Филипа Марије Висконтија да претуче Франческовог унука војводу Петра, на изборима. У Трсту савет га је помиловао, али га је ипак прогнао у Нафплио, али на крају су морали да га пребаце у Тревизо. Због дуждевог преклињања 13. септембра 1447. године Ђаком је помилован. 5. новембра 1450. године дошло је до смртног рањавања Ермолаоа Донатоа. Савет је сумњао на Ђакома, кога је 2. јануара 1451. године ухватио мучио и прогнао у Кандију. Ђаком је 1456. године оптужен за заверу против владе па је затворен у затвор у Ханији, где је убрзо умро.

## Породично стабло
|  |                      |  |  |  |  |  |  |  |  |  |  |  |  |  |  |  |
|  | 2. Франческо Фоскари |  |  |  |  |  |  |  |  |  |  |  |  |  |  |  |
|  |                      |  |  |  |  |  |  |  |  |  |  |  |  |  |  |  |
|  |                      |  |  |  |  |  |  |  |  |  |  |  |  |  |  |  |
|  | 1. Ђаком Фоскари     |  |  |  |  |  |  |  |  |  |  |  |  |  |  |  |
|  |                      |  |  |  |  |  |  |  |  |  |  |  |  |  |  |  |
|  |                      |  |  |  |  |  |  |  |  |  |  |  |  |  |  |  |
|  | 3.                   |  |  |  |  |  |  |  |  |  |  |  |  |  |  |  |
|  |                      |  |  |  |  |  |  |  |  |  |  |  |  |  |  |  |
|  |                      |  |  |  |  |  |  |  |  |  |  |  |  |  |  |  |